# Francistown

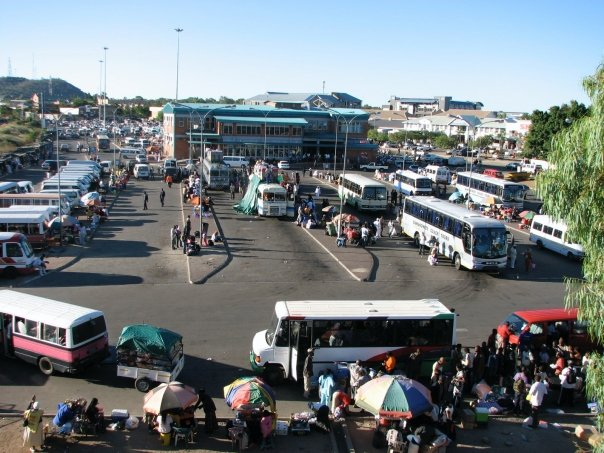
Dworzec autobusowy we Francistown

Francistown – miasto we wschodniej Botswanie, w Dystrykcie North East, przy granicy z Zimbabwe. Około 100 tys. mieszkańców. Drugie co do wielkości miasto kraju. Ośrodek przemysłowy i handlowy regionu rolniczego i górniczego (wydobycie srebra i złota); port lotniczy.

## Demografia
| Rok  | Liczba ludności (tys.) |
| ---- | ---------------------- |
| 1971 | 18,6                   |
| 1981 | 31,1                   |
| 1991 | 65,2                   |
| 2001 | 83,0                   |
| 2011 | 99,0                   |

## Architektura i kultura
- katolicka katedra(inne języki)
- Supa Ngwao Museum(inne języki) – muzeum
- Francistown Public Library(inne języki) – biblioteka

## Sport
- TAFIC FC – klub piłki nożnej
- TASC FC(inne języki)  – klub piłki nożnej
- Francistown Stadium – wielofunkcyjny stadion

## Współpraca
Miejscowość partnerska:
- Genk, Belgia